# IC 3632
IC 3632 је спирална галаксија у сазвјежђу Береникина коса која се налази на листи објеката дубоког неба у Индекс каталогу.
Деклинација објекта је + 26° 40' 56" а ректасцензија 12h 39m 59,9s. Привидна величина (магнитуда) објекта IC 3632 износи 16,7 а фотографска магнитуда 17,5. IC 3632 је још познат и под ознакама Reiz 2672, PGC 169888.